# 九鱗波魚
九鱗波魚（学名：Rasbora ennealepis）為輻鰭魚綱鯉形目鯉科的一個種，被IUCN列為次級保育類動物，分布於亞洲婆羅洲西部，體長可達4.5公分，棲息在中底層水域。